# Союз українських фашистів

Символ СУФ — поєднання свастики з гербом УНР

Сою́з украї́нських фаши́стів (СУФ) — українська фашистська організація, створена українськими емігрантами і вихідцями з право-радикальних організацій в 1924 р. у Чехословаччині під керівництвом Петра Кожевниківа і Леоніда Костаріва.

## Історія
Петро Кожевників захоплювався фашистським рухом в Італії i зустрічався з Муссоліні, який підписав i подарував йому свою світлину.
12 листопада 1925 року на з'їзді в Празі Союз співзасновником «Леґії українських націоналістів» (ЛУН) із представниками «Українського національного об'єднання» та «Союзу визволення України». Микола Сціборський був обраний головою ЛУН. Леонід Костарів представляв «Союз Українських Фашистів» на установчих зборах ЛУН. У 1928 році він став політичним референтом Центрального Комітету ЛУН.
У січні 1928 р. Кожевниківа і Костаріва обрали членами «Провіду Українських Націоналістів» (ПУН), де проводили ідею використання досвіду італійського фашизму для розробки програми та ідеології українського націоналістичного руху. Однак перемогли аргументи Миколи Сціборського, який запропонував будувати ідеологію і програму українського націоналізму на державницькій традиції та українській духовності. У січні 1929 року Кожевників і Костарів брали участь у Першому (Установчому) Конгресі Українських Націоналістів (ОУН), на якому обговорювали ідеологічні, програмні та статутні основи ОУН.
Кожевників у листопаді 1929 року і Костарів на початку 1933 року були виключені з рядів ПУН і ОУН за підозрою у співпраці з чужими розвідками, згодом з'ясувалося, що Кожевників працював на німецьку розвідку, а Костарів — на російську (крім того, останній був звинувачений у невідповідності «моральним прикметам» члена ОУН і в інтригах проти інших членів ПУН).

## Науковий аналіз
У наукових інтерпретаціях «Союз Українських Фашистів» характеризують як «одну з організацій-передвісників ОУН». Але щодо використання цього факту для отожнювання ОУН з італійським фашизмом чи німецьким націонал-соціалізмом, деякі українські дослідники роблять наступний висновок:
|  | Визнаючи очевидний факт, що ОУН мала багато спільного з італійським фашизмом та німецьким націонал-соціалізмом у світогляді, ідеології i, часом, у політичній практиці, цю організацію не можна зараховувати ані до фашизму, ані до націонал-соціалізму (які, зрештою, були самостійними історичними явищами), ототожнювати їх:460. |

Історик української суспільно-політичної думки Іван Лисяк-Рудницький зазначив, що
|  | Найближчих родичів українського націоналізму слід шукати не так у німецькому нацизмі чи італійському фашизмі – продуктах індустріальних і урбанізованих громадянств, як скорше серед партій того типу в аграрних, економічно відсталих народів Східної Європи: хорватські усташі, румунська Залізна Гвардія, словацькі глінківці, польський ОНР (Oboz Narodowo-Radykalny) тощо. Український націоналізм був явищем генетично самостійним, хоч у своєму розвитку він зазнав безперечних впливів з боку відповідних чужоземних зразків. |

Олександр Зайцев, завідувач кафедри історії України Українського католицького університету, підкреслив, що на початку 1920-х років німецький націонал-соціалізм «був у пелюшках» і не був спроможний впливати на ідеологічне формування українського націоналізму, i що ідеологія ОУН в порівнянні з ідеологію італійського фашизму мала багато відмінностей, а провідники ОУН — «не визнавали себе продовжувачами традиції італійського фашизму». У доповіді на італійсько-українській конференції «Італійсько-українські зв'язки: історія та сучасність», що відбулася у Львові 16 грудня 2011 року, Олександр Зайцев зазначив, що 
|  | ...концепція, згідно з якою ідеологія і практика ОУН були фашистськими за своєю природою, має певні підстави, особливо в рамках історії ідей. Однак я більше схиляюся до аргументів Онацького і офіційної позиції ОУН: націоналізм бездержавної нації не може бути повноцінним фашизмом. Тому ідеологію і практику таких рухів як ОУН, хорватська «Усташі» та деяких інших доцільніше виділити в окремий тип революційного інтегрального націоналізму бездержавних націй, який, на жаль, не має усталеної назви (у деяких своїх працях я умовно називаю цей тип «усташизмом»). Український інтегральний націоналізм міг наслідувати окремі риси фашизму, але, як національно-визвольний рух, мав суттєво інші завдання і пріоритети. |